# إيليا كوفتون
إيليا كوفتون (مواليد 10 أغسطس 2003) هو لاعب جمباز فني أوكراني شارك في الألعاب الأولمبية الصيفية 2020.